# Lešany (ort i Tjeckien, Mellersta Böhmen)
Lešany är en ort i Tjeckien.   Den ligger i regionen Mellersta Böhmen, i den centrala delen av landet, 28 km söder om huvudstaden Prag. Lešany ligger 307 meter över havet och antalet invånare är 575.
Terrängen runt Lešany är platt åt sydost, men åt nordväst är den kuperad. Runt Lešany är det ganska glesbefolkat, med 32 invånare per kvadratkilometer. Närmaste större samhälle är Benešov, 13,5 km sydost om Lešany. Omgivningarna runt Lešany är en mosaik av jordbruksmark och naturlig växtlighet.